# James Young Deer
James Young Deer, nato James Young Johnson (Dakota City, 1º aprile 1876 – New York, aprile 1946), è stato un attore, regista e sceneggiatore statunitense, menzionato anche come J. Younger Johnson, Jim Young Deer o James Youngdeer.

## Biografia
Nativo americano, fu un noto cineasta che lavorò in coppia con la moglie Red Wing nei primi anni del cinema muto. Negli anni dieci, si trasferì per un breve periodo nel Regno Unito, dove lavorò per la casa di produzione British & Colonial Kinematograph Company.

## Filmografia

### Attore
- The True Heart of an Indian, regia di Fred J. Balshofer e Charles Inslee (1909)
- The Mended Lute, regia di D.W. Griffith (1909)
- Red Wing's Gratitude, regia di James Young Deer (1909)
- Young Deer's Bravery
- An Indian's Bride
- The Message of an Arrow, regia di Fred J. Balshofer (1909)
- The Love of a Savage, regia di Fred J. Balshofer (1909)
- A Redman's Devotion, regia di Fred J. Balshofer (1910)
- The Ten of Spades; or, A Western Raffle, regia di Fred J. Balshofer (1910)
- Young Deer's Gratitude, regia di Fred J. Balshofer (1910)
- The Cowboy and the Schoolmarm, regia di Fred J. Balshofer (1910)
- The Indian and the Cowgirl, regia di Fred J. Balshofer (1910)
- The Red Girl and the Child
- A Cheyenne Brave
- A True Indian Brave, regia di Fred J. Balshofer (1910)
- Young Deer's Return, regia di Fred J. Balshofer (1910)
- An Indian Maiden's Choice, regia di Fred J. Balshofer (1910)
- A Sioux's Reward
- An Indian's Test
- An Indian's Elopement, regia di Fred J. Balshofer (1910)
- Red Deer's Devotion
- Little Dove's Romance
- Lone Star's Return
- An Up-to-Date Squaw
- Starlight's Necklace
- A Sioux Lover's Strategy
- The Unwilling Bride
- Silver Moon's Rescue
- Against Heavy Odds
- Under Handicap, regia di Fred J. Balshofer (1917)
- Il caso della signora Dickson

### Regista
- The Falling Arrow (1909)
- For Her Sake; or, Two Sailors and a Girl (1909)
- Red Wing's Gratitude (1909)
- Ridin' Romance
- White Fawn's Devotion: A Play Acted by a Tribe of Red Indians in America (1910)
- Under Both Flags (1910)
- The Red Girl and the Child
- A Cheyenne Brave
- An Indian's Gratitude (1910)
- The Indian and the Maid
- Cowboy Justice
- The Yaqui Girl
- A Cowboy's Devotedness
- A Western Courtship (1911)
- Lieutenant Scott's Narrow Escape
- Red Deer's Devotion
- Starlight's Necklace
- A Sioux Lover's Strategy
- The Squaw Man's Sweetheart
- The Unwilling Bride
- Silver Wing's Two Suitors
- The Penalty Paid
- Silver Moon's Rescue
- The Bullet's Mark
- The Savage (1913)
- The Water Rats of London (1914)
- Queen of the London Counterfeiters (1914)
- The Belle of Crystal Palace
- The Black Cross Gang
- The World at War
- Just Tramps
- Who Laughs Last
- The Stranger (1920)
- Lieutenant Daring RN and the Water Rats, co-regia di Edward Gordon e Percy Moran (1924)

### Sceneggiatore
- White Fawn's Devotion: A Play Acted by a Tribe of Red Indians in America, regia di James Young Deer (1910)
- The Water Rats of London, regia di James Young Deer (1914)
- The Belle of Crystal Palace, regia di James Young Deer (1914)
- The Black Cross Gang
- The World at War
- The Great Secret, regia di Christy Cabanne (1917)
- Neck and Noose, regia di George Holt (1919)
- Getting Acquainted, regia di George Holt (1919)
- The Stranger, regia di James Young Deer (1920)
- Lieutenant Daring RN and the Water Rats, regia di Edward Gordon, Percy Moran e James Young Deer (1924)